# Port de Lamarque
Le port de Lamarque est un port fluvial situé sur la rive gauche de l'estuaire de la Gironde. Il fait partie des 22 ports départementaux gérés par le conseil général de la Gironde depuis la loi de décentralisation de 1983. Il permet d'établir la liaison entre la commune de Lamarque, située en Médoc et celle de Blaye, également située dans le département de la Gironde, sur l'autre rive de l'estuaire.

## Présentation
La liaison trans-girondine entre Lamarque et Blaye est devenue fonctionnelle en mars 1934. Gérée directement de nos jours par le conseil général, elle concerne le transport par ferry de 50 000 véhicules et de 150 000 passagers par an.
Parmi les activités annexes du port, la restauration s'est développée pendant la période estivale, un marin pêcheur exploite les ressources halieutiques de l'estuaire et l'office de tourisme du canton y a établi un point d'information.

### Historique
Les liaisons fluviales entre Médoc et Blayais ont été effectuées pendant des siècles par gabares pour le transport de marchandises (céréales, vin, charbon de bois) et de passagers, en particulier lors des foires de la Saint-Barthélemy à Lamarque tous les 24 août, et de la Sainte-Catherine à Blaye tous les 25 novembre. Bien que de faible niveau, le trafic permettait de faire vivre quelques bouviers. La pêche a été, pour sa part, une activité importante et a pu alimenter au quotidien un marché local de poissons tels que l'alose, le maigre ou encore l'esturgeon pour son caviar.
Un projet d'embranchement ferroviaire datant de 1878 devait relier le port de Lamarque à la ligne de chemin de fer Bordeaux - Le Verdon. Répondant à des nécessités d'ordre stratégique et économique, le projet, portant sur 5 km, ne voit finalement jamais le jour : des infrastructures sont pourtant réalisées (gare ferroviaire en bordure d'estuaire, passages à niveau, haltes à Cussac-Fort-Médoc et à Lamarque, débarcadère sur le port), mais les rails ne seront jamais posés en raison de blocages administratifs.
Un autre projet de bac à vapeur est stoppé en raison du déclenchement de la Première Guerre mondiale. La liaison par ferry entre les ports de Lamarque et Blaye débute donc en 1934 et perdure de nos jours.

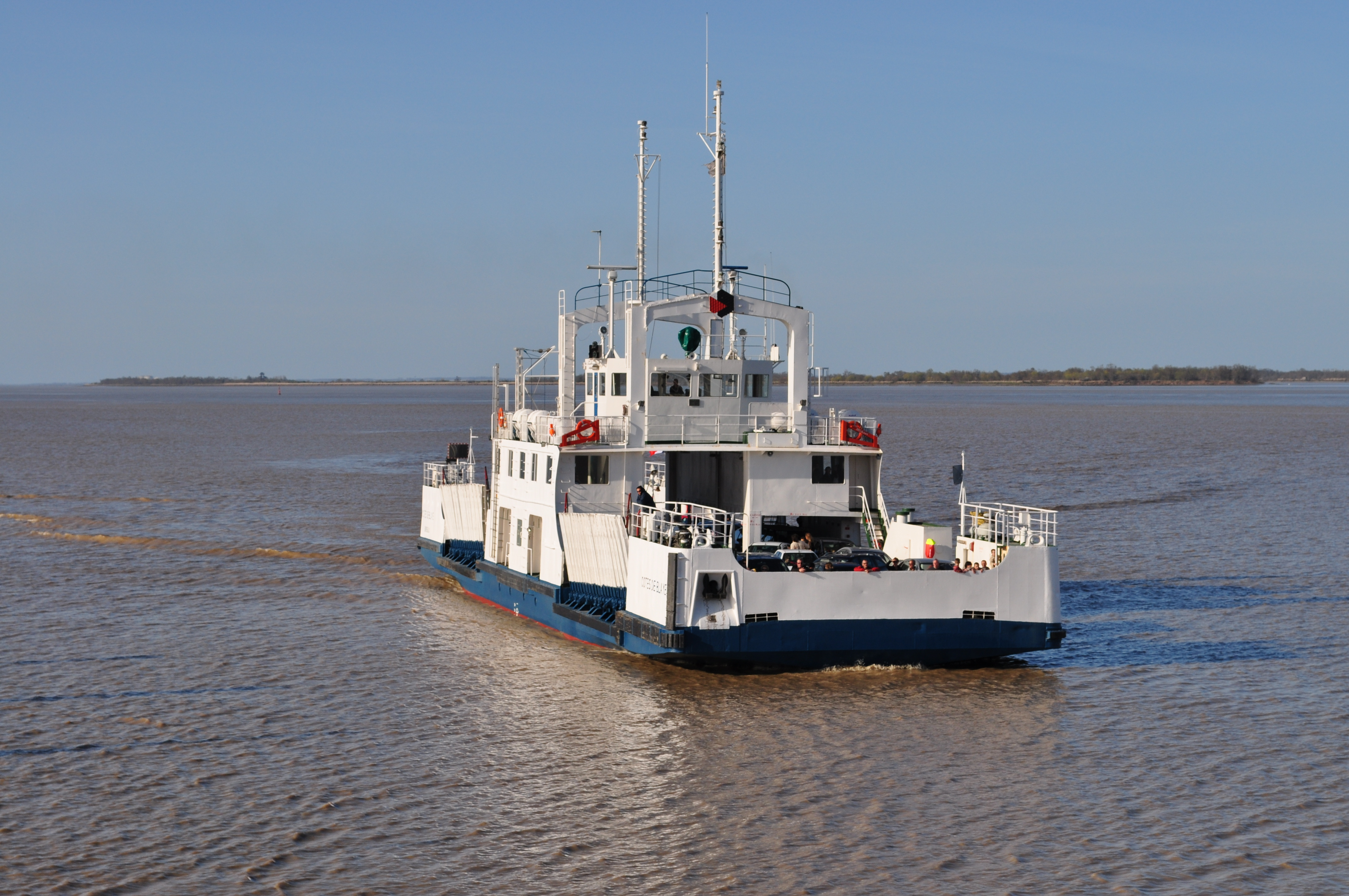
Le bac Côtes de Blaye.

En mai 2014, un nouveau bac amphidrome du réseau de transport TransGironde baptisé le Sébastien Vauban remplace le bac Côtes de Blaye qui assurait la traversée depuis 1971.

### Gestion
Depuis la loi de décentralisation de 1983, le conseil général de la Gironde a la responsabilité de la gestion de 22 ports départementaux sur le bassin d'Arcachon, le fleuve Dordogne et l'estuaire de la Gironde. On y trouve les ports de pêche, de cultures marines et de commerce, ainsi que des ports mixtes.
Dans les ports en gestion directe, le conseil général organise le transfert foncier et délivre plus de 700 autorisations d'occupation temporaires (AOT). Il veille aussi à l'utilisation, l'entretien et l'embellissement des infrastructures nautiques et portuaires, où naviguent et stationnent plus de 1500 bateaux chaque année.